# Majestic-Klasse (1945)
Die Majestic-Klasse war eine Klasse von sechs Leichten Flugzeugträgern. Sie wurden als Unterklasse der Colossus-Klasse während des Zweiten Weltkriegs ursprünglich für die britische Royal Navy gebaut, kamen dann aber in den Marinen Kanadas, Australiens und Indiens zum Einsatz.

## Geschichte
Die Colossus-Klasse sollte ursprünglich 16 Schiffe umfassen, von denen zehn in der ursprünglich geplanten Form gebaut wurden. Die anderen sechs wurden nach einem modifizierten Design unter der Bezeichnung Majestic-Klasse fertiggebaut und an Commonwealth-Staaten verkauft.
Der Entwurf basierte auf dem der Illustrious-Klasse, war jedoch verkleinert und anderweitig modifiziert, um die Träger schnellstmöglich fertigstellen zu können und Kosten zu sparen. So wurde auf das bei der Illustrious-Klasse verwendete gepanzerte Flugdeck verzichtet, die Antriebsanlage nur auf eine Höchstgeschwindigkeit von 25 Knoten ausgelegt und eine reduzierte Abwehrbewaffnung mitgeführt.
Die Schiffe wurden ab Anfang 1943 auf Kiel gelegt. Keines der Schiffe nahm noch an Kampfhandlungen im Pazifikkrieg teil, die Schiffe kamen teilweise aber im Koreakrieg zum Einsatz.
Als letztes Schiff der Klasse war die INS Vikrant bis 1997 bei der indischen Marine in Dienst.

## Einheiten
- Majestic, später Melbourne (R21)
- Terrible, später Sydney (R17)
- Magnificent
- Hercules, 1957 als Vikrant (R11) an Indien
- Levithian, 1968 abgebrochen
- Powerful, später Bonaventure (CVL 22)